# エモーション (バンド)
エモーション（Emotion）は、かつて存在した日本のロックバンドである。、1969年に結成し、1971年に解散した。

## 略歴・概要
1969年（昭和44年）4月1日、グループ・サウンズの人気バンドザ・ビーバーズ（1967年 - 1969年）が解散、ヴォーカルの成田賢、ギターの平井正之が結成したバンドが、エモーションである。初期は、東京・永田町のレストラン「パシャクラブ」などで演奏していた。
1970年（昭和45年）4月ごろまでには、エムのギタリスト浅野孝已（のちゴダイゴ）が加入しており、東京・新宿のディスコ「サンダーバード」などで演奏していた。同年5月9日 - 10日に、東京・日比谷の日比谷野外音楽堂で行なわれた「第3回日本ロック・フェスティバル」に、浅野のエム、ゴールデン・カップスとともに出場している。このときのメンバーは、平井と成田のほかは、ベースに井筒信雄、ドラムスに元グレープジュースの金沢純（金沢ジュン）であった。同年同月29日には、前述の「サンダーバード」での「サンダーバード・ロック・フェスティバル」に、浅野のエムとともに参加している。このときのメンバーは不明。ほかにも、横浜・元町のミュージックレストラン「アストロ」でも、専属バンド的に演奏しており、アメリカンスクールの学生やアメリカ兵に人気で、アメリカスクールの学園祭でも演奏した。
当時のナンバーはカヴァーで、クリームの『I'm So Glad』（アルバム『Goodbye』所収、1969年）や、ドノヴァンの『Laleña』（シングル、1968年）、スキータ・デイヴィスの『この世の果てまで』（End of the World、1962年）であった。ヴォーカルの成田の人気はすさまじく、「アストロ」のホールの写真パネルや、店頭のブロマイドが何度も盗難に遭ったという。「アストロ」での待遇はよく、東京からグリーン車で迎えられ、帰りは東京までタクシーで送られたという。
やがて同年中には、レコーディングの話も決まりかけていたが、成田が病気療養（肺結核）で1年間の休業に入った。その前後に、近田春夫が新たにキーボード奏者として加入、メンバーは、平井、ベースに元ブラインドバードの大島勝、ドラムスに金沢、そして近田となった。1971年（昭和46年）には成田が療養から復帰、ソロシンガーになっていくが、当時「ソロシンガーの成田がヴォーカルで参加することもある」という旨の雑誌記事が書かれた。まもなく解散。テレビ出演もなく、音源も残っていない。